# Yusef Nuari
Yusef Nuari (14 de febrero de 1985) es un deportista argelino que compitió en judo.
Ganó una medalla en los Juegos Panafricanos de 2011 y tres medallas en el Campeonato Africano de Judo entre los años 2010 y 2012.

## Palmarés internacional
| Juegos Panafricanos | Juegos Panafricanos | Juegos Panafricanos | Juegos Panafricanos |
| Año                 | Lugar               | Medalla             | Categoría           |
| ------------------- | ------------------- | ------------------- | ------------------- |
| 2011                | Maputo (Mozambique) | Medalla de plata    | –66 kg              |
| Campeonato Africano |                     |                     |                     |
| Año                 | Lugar               | Medalla             | Categoría           |
| 2010                | Yaundé (Camerún)    | Medalla de oro      | –66 kg              |
| 2011                | Dakar (Senegal)     | Medalla de bronce   | –66 kg              |
| 2012                | Agadir (Marruecos)  | Medalla de bronce   | –66 kg              |